# Gaius Scribonius Curio (consul in 76 v.Chr.)
Caius Scribonius Curio Burbulieus of Curio de oude (gestorven 53 v.Chr.) was een Romeinse staatsman en redenaar. Hij kreeg de bijnaam Burbulieus (volgens een acteur) voor de manier waarop hij  zijn lichaam bewoog tijdens het spreken. Curio staat gekend voor zijn oratorische vaardigheden en de zuiverheid van zijn Latijn. Hij was de vader van Gaius Scribonius Curio.
Curio werd volkstribuun in 90 v. Chr. Hij diende onder Lucius Cornelius Sulla in Griekenland, als een gezant voor Asia. Hij had de opdracht de veroverde koninkrijken op koning Mithridates VI van Pontus te herstellen.  Enkele jaren later in 76 v. Chr. werd hij samen met Gnaeus Octavius tot consul verkozen.  Na zijn consulaat werd hij gouverneur van  Macedonië. Hij was de eerste Romeinse veldheer, die de Donau bereikte.
Hij was een vriend van Cicero en steunde hem tijdens het Catilina Komplot. Curio verdedigde Publius Clodius Pulcher tegen Cicero, toen hij werd veroordeeld voor het schenden van de riten van Bona Dea.  Deze strijd tastte zijn vriendschap met Cicero  niet aan. Hij was een tegenstander aan Julius Caesar en schreef een politiek pamflet tegen hem. Curio overleed in 53 voor Christus